# دوشان إيفكوفيتش
دوشان إيفكوفيتش (بالصربية: Душан Ивковић) مواليد 29 أكتوبر 1943 في بلغراد، هو مدرب كرة سلة صربي ولاعب معتزل. بدأ مسيرته الاحترافية في سنة 1958. حقق المركز الأول في بطولة أمم أوروبا لكرة السلة 1995. اعتزل اللعب في 1968.

## الميداليات
| الميدالية | المسابقة                         |
| --------- | -------------------------------- |
| فضية      | بطولة أمم أوروبا لكرة السلة 2009 |
| ذهبية     | بطولة أمم أوروبا لكرة السلة 1995 |
| ذهبية     | بطولة أمم أوروبا لكرة السلة 1991 |
| ذهبية     | بطولة أمم أوروبا لكرة السلة 1989 |
| ذهبية     | بطولة كأس العالم لكرة السلة 1990 |
| فضية      | الألعاب الأولمبية الصيفية 1988   |
| ذهبية     | الألعاب الجامعية الصيفية 1987    |
| فضية      | الألعاب الجامعية الصيفية 1983    |

## روابط خارجية
- دوشان إيفكوفيتش على موقع الاتحاد الدولي لكرة السلة (الإنجليزية)
- دوشان إيفكوفيتش على موقع أوليمبيديا (الإنجليزية)